# Nathan Morgan
Nathan Morgan (ur. 30 czerwca 1978) – angielski lekkoatleta specjalizujący się w skoku w dal. 

## Największe osiągnięcia
| Rok  | Rodzaj zawodów                 | Miasto     | Konkurencja | Miejsce | Wynik  |
| ---- | ------------------------------ | ---------- | ----------- | ------- | ------ |
| 1996 | Mistrzostwa Świata juniorów    | Sydney     | skok w dal  | 3       | 7,74 m |
| 1997 | Mistrzostwa Europy juniorów    | Lublana    | skok w dal  | 1       | 7,90 m |
| 1999 | Młodzieżowe Mistrzostwa Europy | Göteborg   | skok w dal  | 3       | 7,99 m |
| 2002 | Igrzyska Wspólnoty Narodów     | Manchester | skok w dal  | 1       | 8,02 m |

## Rekordy życiowe
- skok w dal – 8,26 m (20 lipca 2003, Hamburg)
- skok w dal (hala) – 8,05 m (28 stycznia 2006, Glasgow)
- bieg na 100 metrów - 10,38 s (5 maja 2001, Londyn)
- bieg na 60 metrów (hala) - 6,77 s (6 lutego 1999, Birmingham)